# Marpissa rubriceps
Marpissa rubriceps là một loài nhện trong họ Salticidae.
Loài này thuộc chi Marpissa. Marpissa rubriceps được Cândido Firmino de Mello-Leitão miêu tả năm 1922.